# Сорг, Хендрик Мартенс
Хендрик Мартенс Сорг (нидерл. Hendrik Martenszoon Sorgh, Sorch, de Sorch; ок. 1609—1611, Роттердам — похоронен 28 июня 1670, там же) — голландский живописец Золотого века искусства Голландии бытового жанра.

## Биография
Хендрик Сорг был сыном Мартена Клааса Рохуса (? —1642 года) из Роттердама и его второй жены Элизабет (Лизбет) Хендриксд ван Хенгель (?—1623 года). Его мать была родом из Антверпена, отец был паромщиком, который доставлял товары из Роттердама на рынок в Дордрехте. Мартен был известен тем, что с осторожностью относился к отгрузке и доставке товаров, за что и получил прозвание «Сорг», которое он использовал в качестве своей фамилии.
Хендрик Сорг был учеником Давида Тенирса Младшего и Виллема Бёйтевеха.
В его творчестве чувствуется влияние Тенирса и Адриана Брауэра, бытовой жанр его картин, изображающих крестьянские интерьеры, кухни и рыночные сцены, соответствовал традициям роттердамских художников середины XVII века. Он также писал портреты и морские и исторические сцены. Другими роттердамскими художниками, принадлежавшими к той же традиции, были Герман и Корнелис Сафтлевен, Питер де Блоот и Франсуа Рикхалс.
В 1633 году Сорг женился в Роттердаме на Адриантье Холлар (1610—1693). Она была дочерью торговца. Её сестра была замужем за художником Крейном Хендриксом Волмарейном. Свадебный портрет Адриантье был написан Рембрандтом и использовался на голландской банкноте в 100 гульденов, печатавшейся с 1947 по 1950 год.
В семье было пятеро детей, одного из которых звали Мартен Сорг (ок. 1641—1702).
В 1636 или 1637 году Сорг стал мастером Гильдии Святого Луки, а в 1669 году он стал принцепсом (председателем) гильдии. Среди учеников Сорга были Петер Нейс и Абрахам Дипрам. Позднее его учениками стали его двоюродный брат Питер Крийнс Вольмарейн и Корнелис Дорсман.
Его дела шли хорошо, и Хендрик Сорг стал богатым человеком, занимавшим важное положение в обществе. В 1637 году он купил дорогой дом под названием «Het Vrouwehoofd». В документе 1638 года он упоминается как «паромщик между Роттердамом и Дордрехтом». Его назначение на почётные должности «весовщика хлеба» в 1657 году и «мастера огня» в 1659 году, а также его участие в охоте на кроликов во Влардингене в 1646 году вместе с управляющим Роттердама свидетельствуют о том, что он пользовался авторитетом и особыми привилегиями.
Хендрик Мартенс Сорг умер в 1670 году и был похоронен в Гротекерк (Большой церкви) в Роттердаме.
В санкт-петербургском Эрмитаже имеются три картины Хендрика Мартенса Сорга.

## Галерея

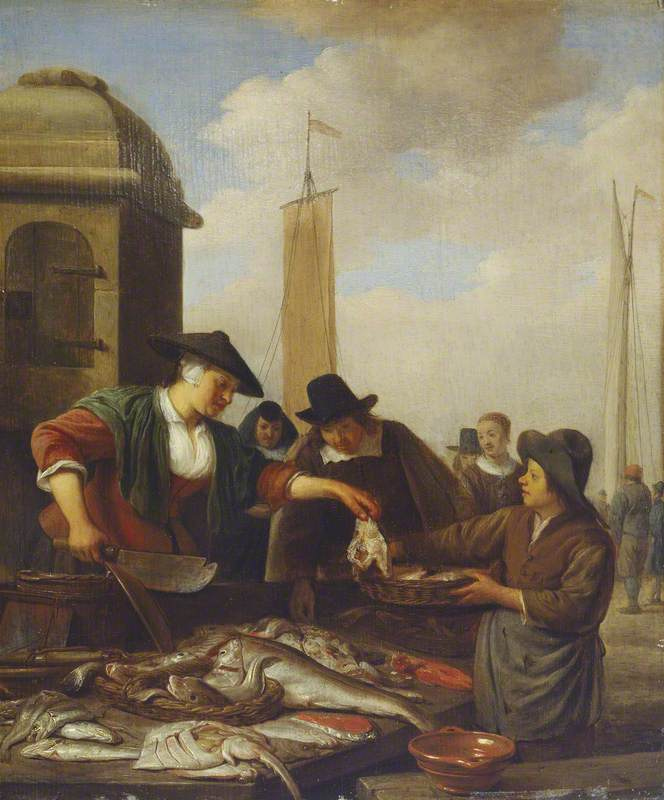
Рыбный прилавок у гавани. Ок. 1660. Дерево, масло. Художественная галерея, Манчестер
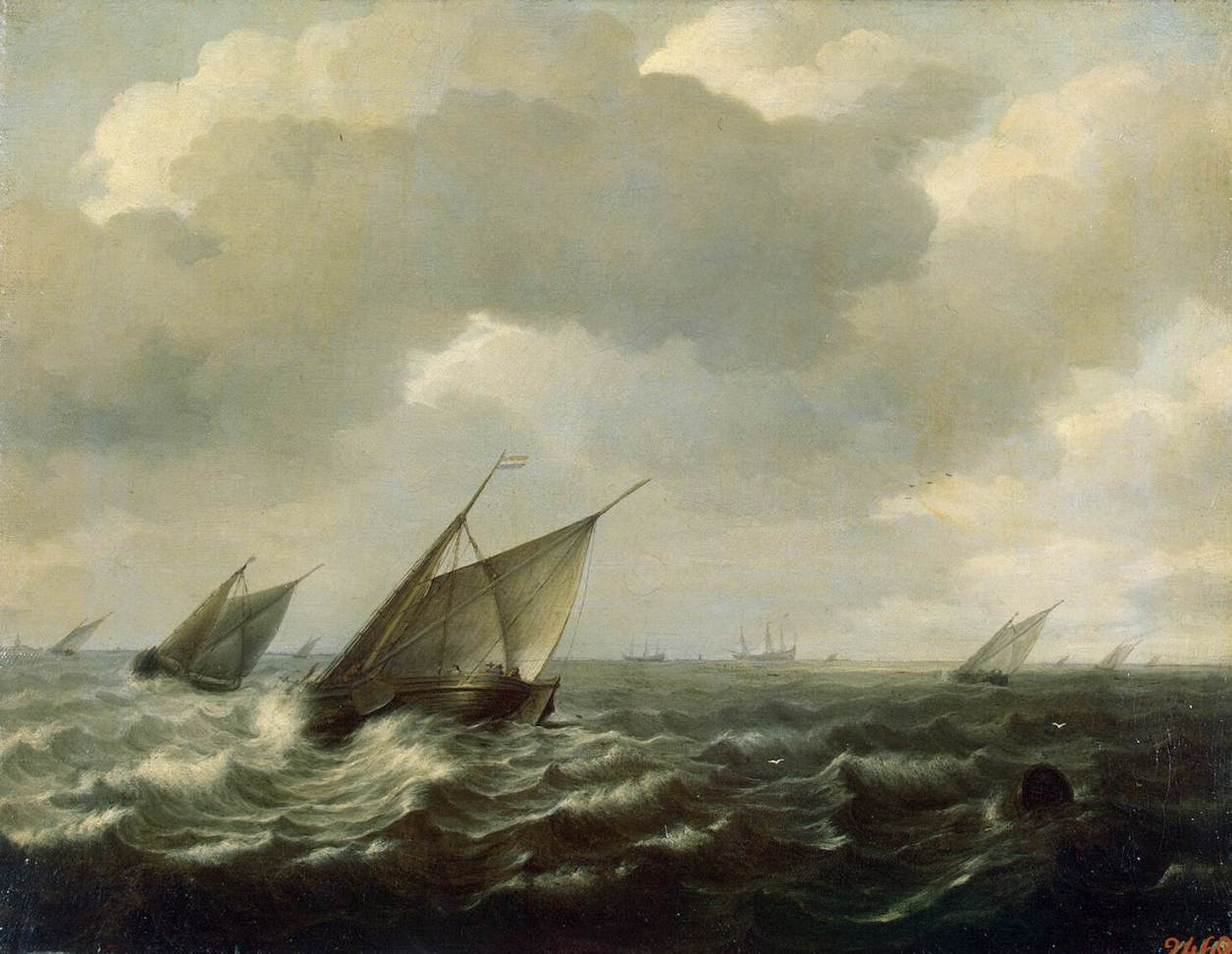
Парусные суда под сильным ветром. 1660. Холст, масло. Государственный Эрмитаж, Санкт-Петербург
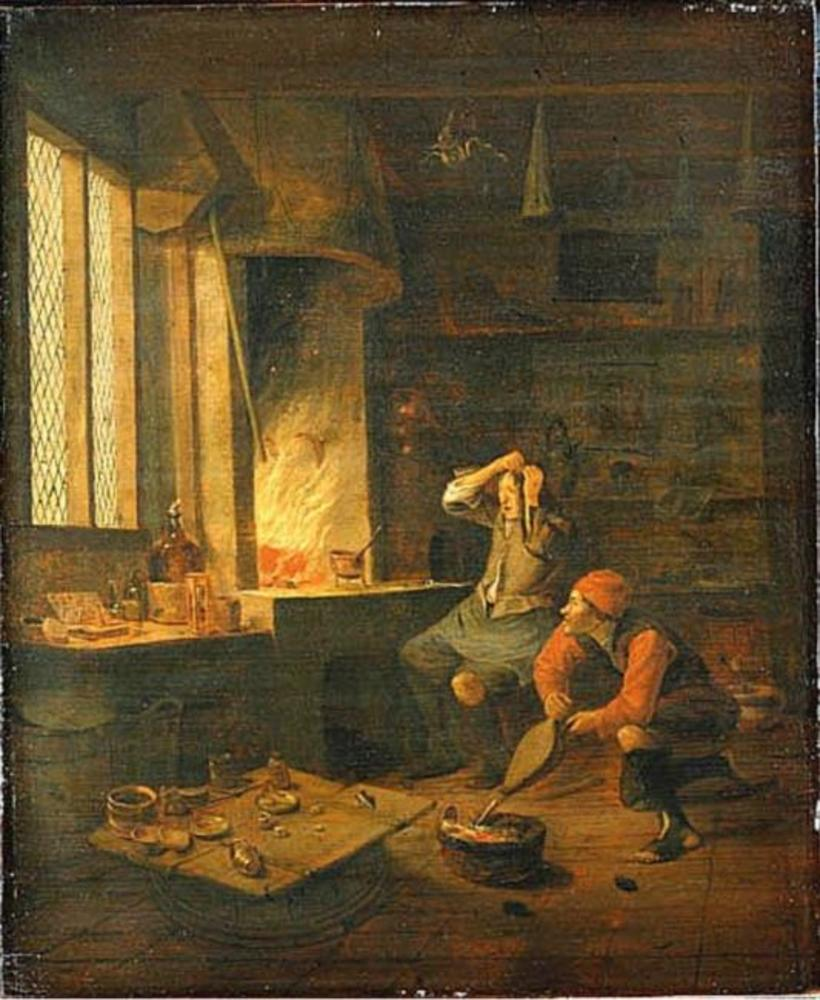
Алхимик в своей лаборатории. Между 1624 и 1670. Дерево, масло. Национальный музей изобразительных искусств, Стокгольм
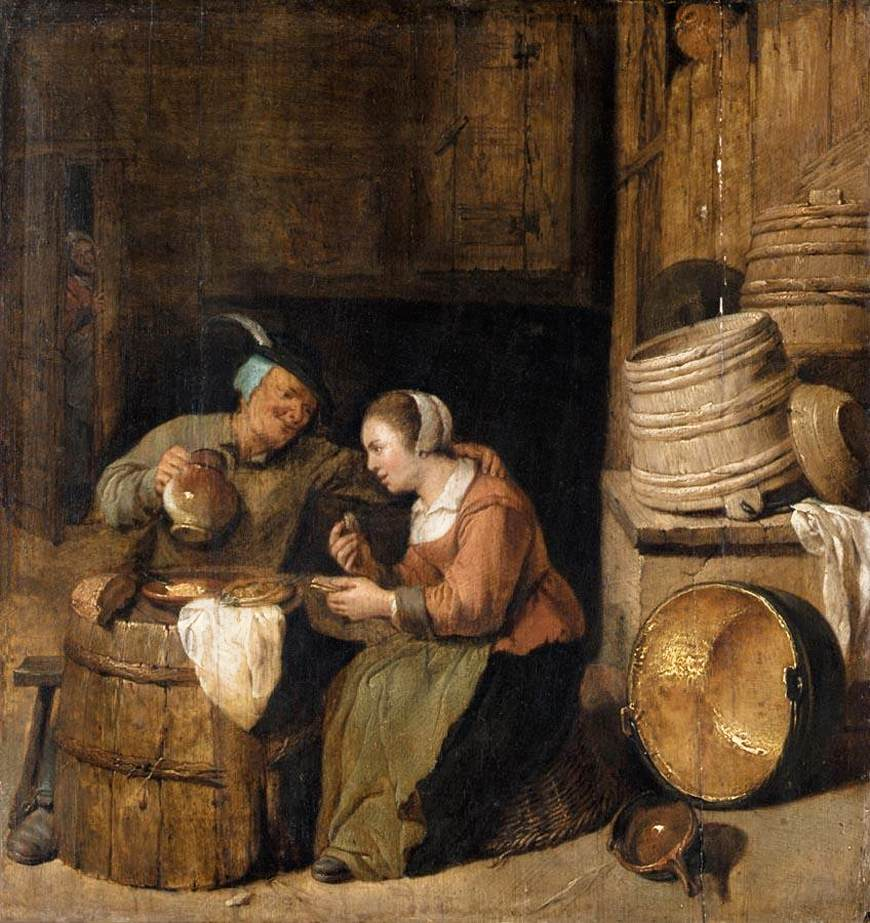
Бытовая сцена. Дерево, масло. Частное собрание
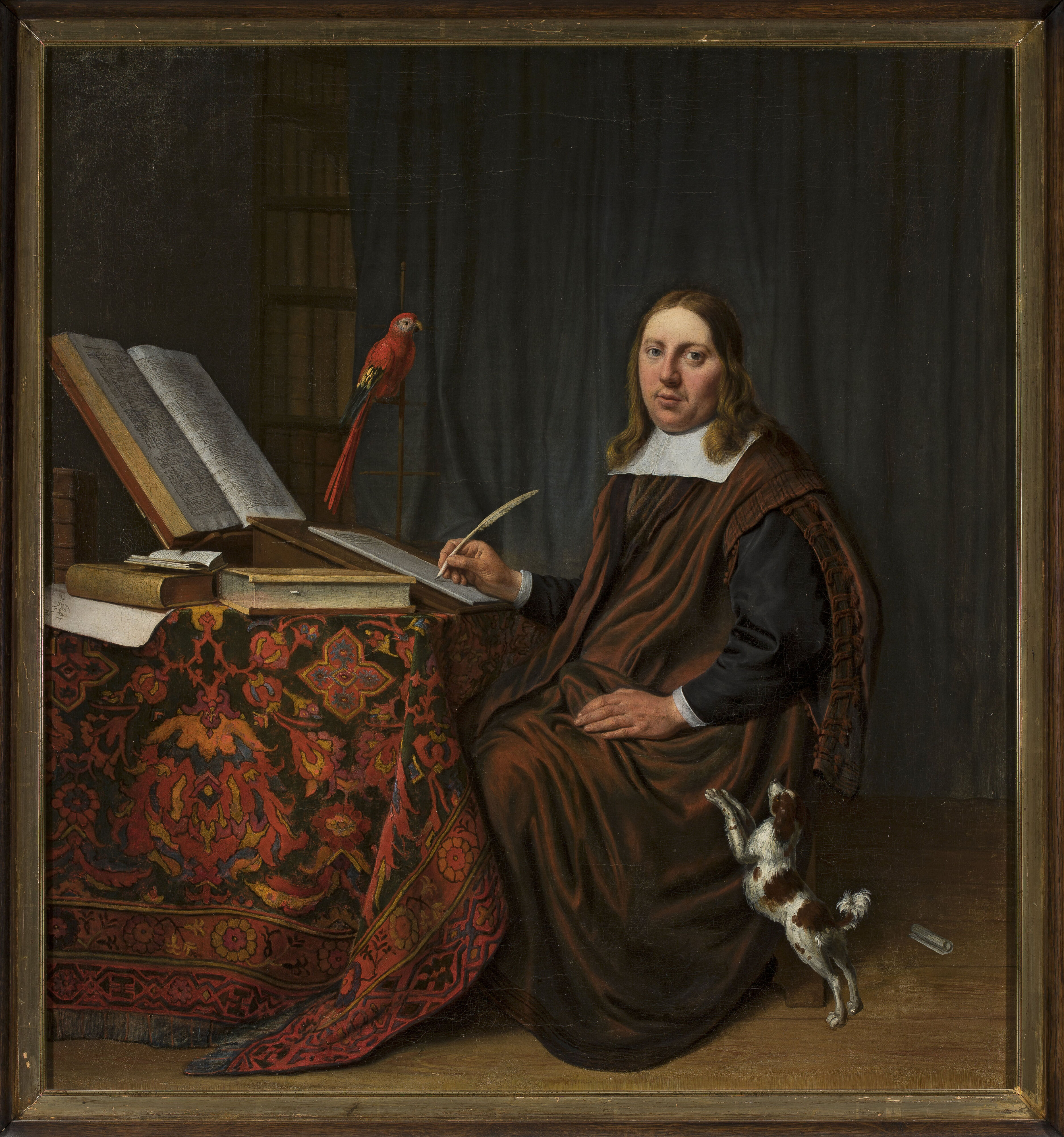
Портрет ученого. 1663. Холст, масло. Национальный музей, Варшава
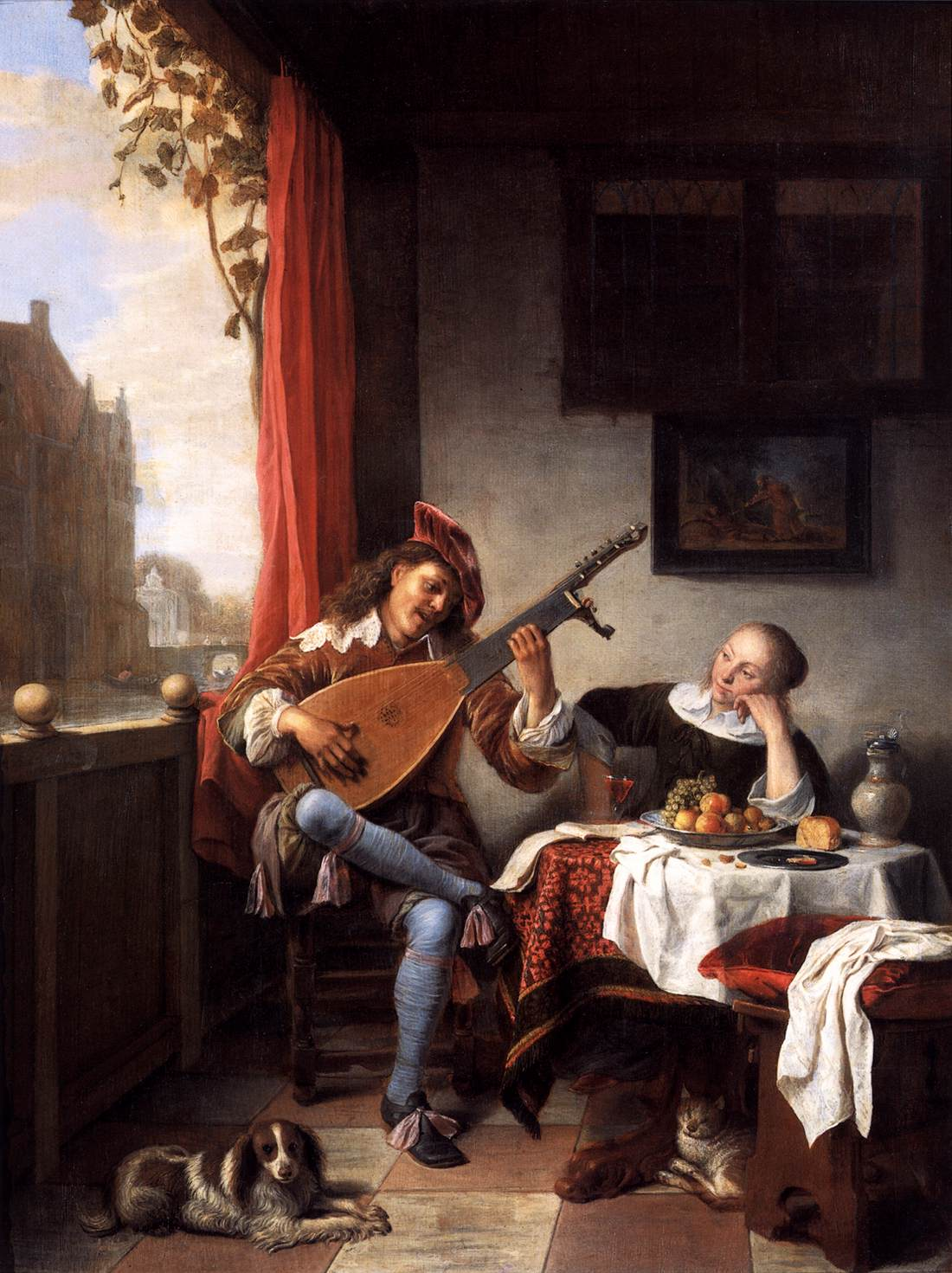
Лютнист. 1661. Дерево, масло. Рейксмюсеум, Амстердам